# Westerlo
Westerlo ist eine belgische Gemeinde in den Kempen der Region Flandern mit 25.625 Einwohnern (Stand 1. Januar 2024).

## Lage
Die Gemeinde besteht aus dem namensgebenden Hauptort sowie aus den Ortsteilen Heultje, Oevel, Osterwijk, Voortkapel, Tongerlo und Zoerle-Parwijs und liegt zwischen der Grote Nete im Süden und dem Albertkanal im Norden.
Turnhout liegt 24 Kilometer nördlich, Antwerpen 37 Kilometer nordwestlich und Brüssel etwa 47 Kilometer südwestlich. Die nächsten Autobahnabfahrten befinden sich im Norden bei Geel und Herentals an der A13/E 313 und im Süden bei Halen und Aarschot an der A2. In Herentals, Geel, Diest und Aarschot befinden sich die nächsten Regionalbahnhöfe. Der Flughafen Antwerpen ist der nächste Regionalflughafen und Brüssel National nahe der Hauptstadt ist ein Flughafen von internationaler Bedeutung.

## Geschichte
Der Name Westerlo wurde schon im 10. Jahrhundert erwähnt. Die Geschichte des Ortes ist eng mit den Grafen, heutigen Fürsten von Merode verbunden, die das Schloss in Westerlo bis heute bewohnen. 1625 wurde ihre Herrschaft Merode vom spanischen König zum Marquisat erhoben. Félix de Mérode und sein Bruder Frédéric (1792–1830) spielten eine Rolle in der Belgischen Revolution von 1830.
Westerlo ist die Heimat des KVC Westerlo. Der Verein spielt seit der Saison 2022/23 in der Division 1A.

## Bilder

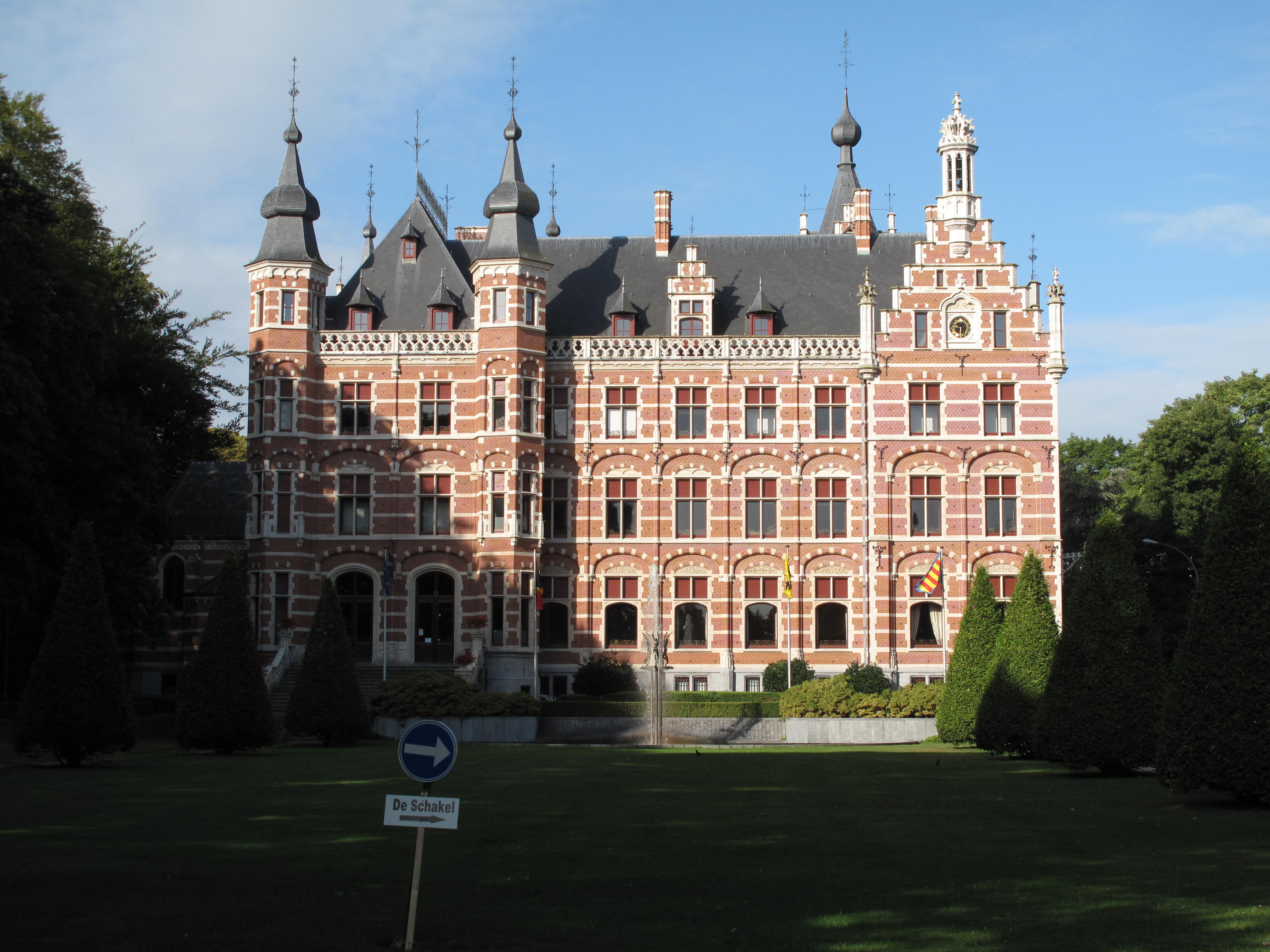
Westerlo, Rathaus
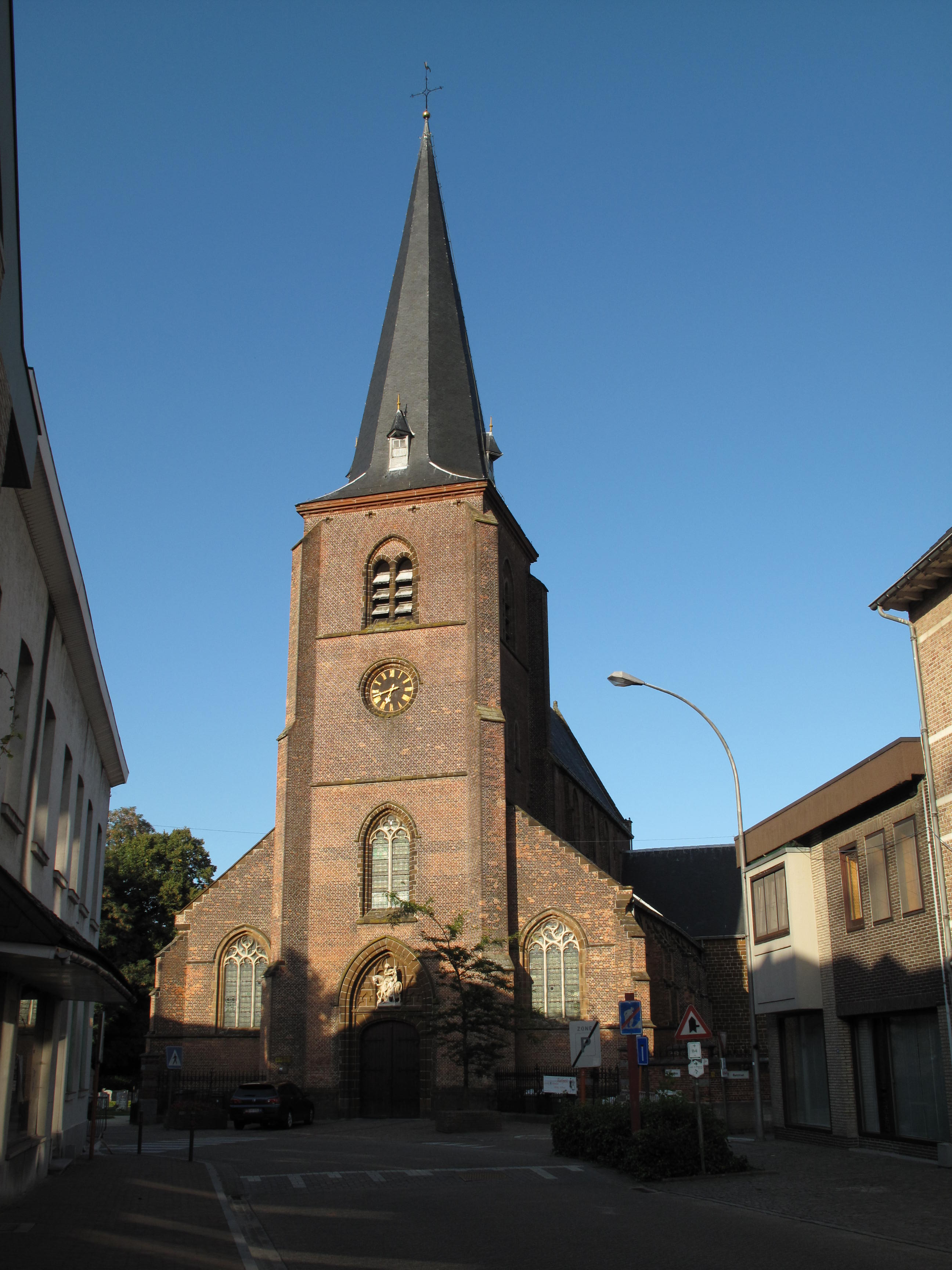
Westerlo, Kirche
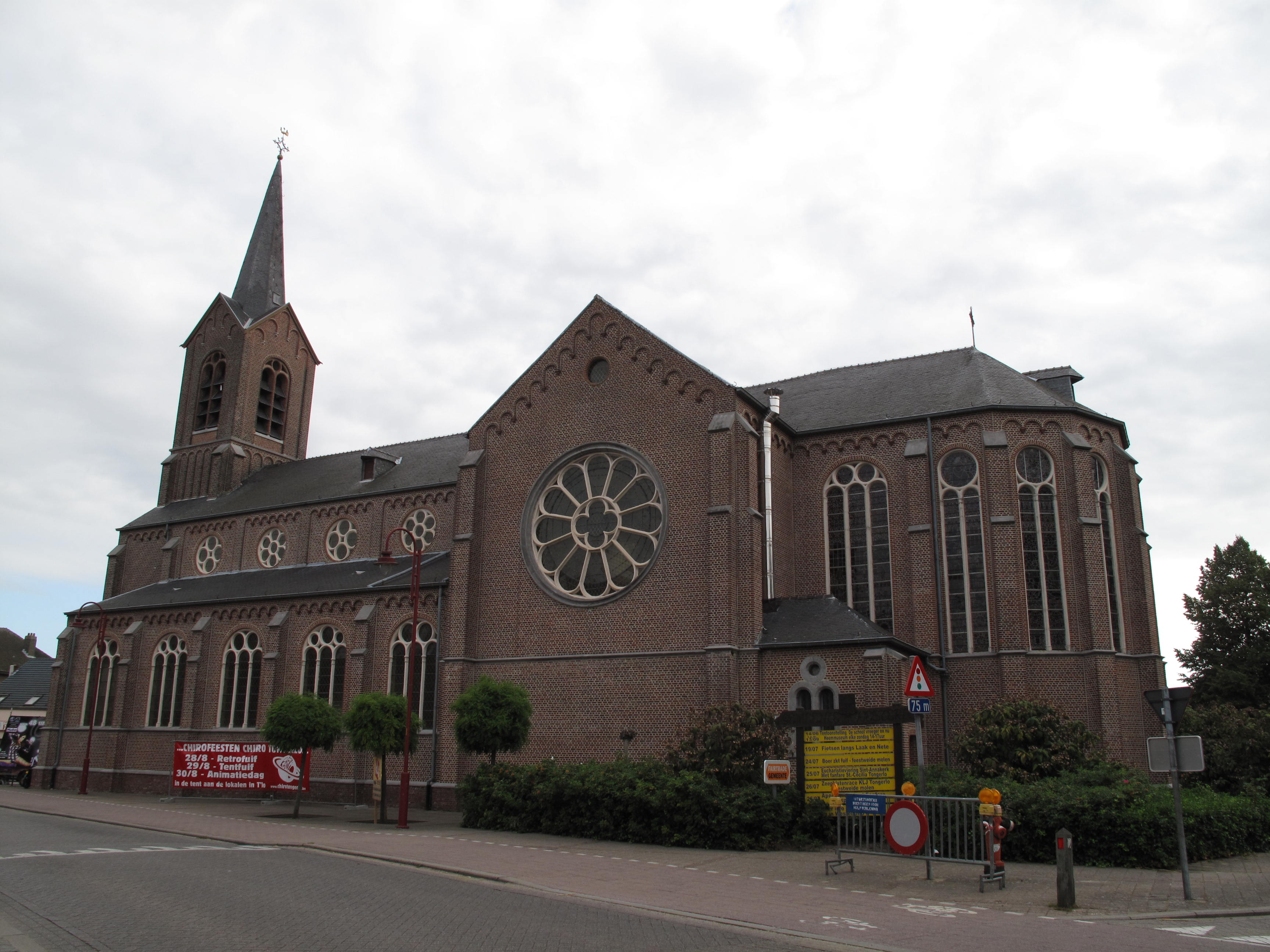
Tongerlo, Kirche
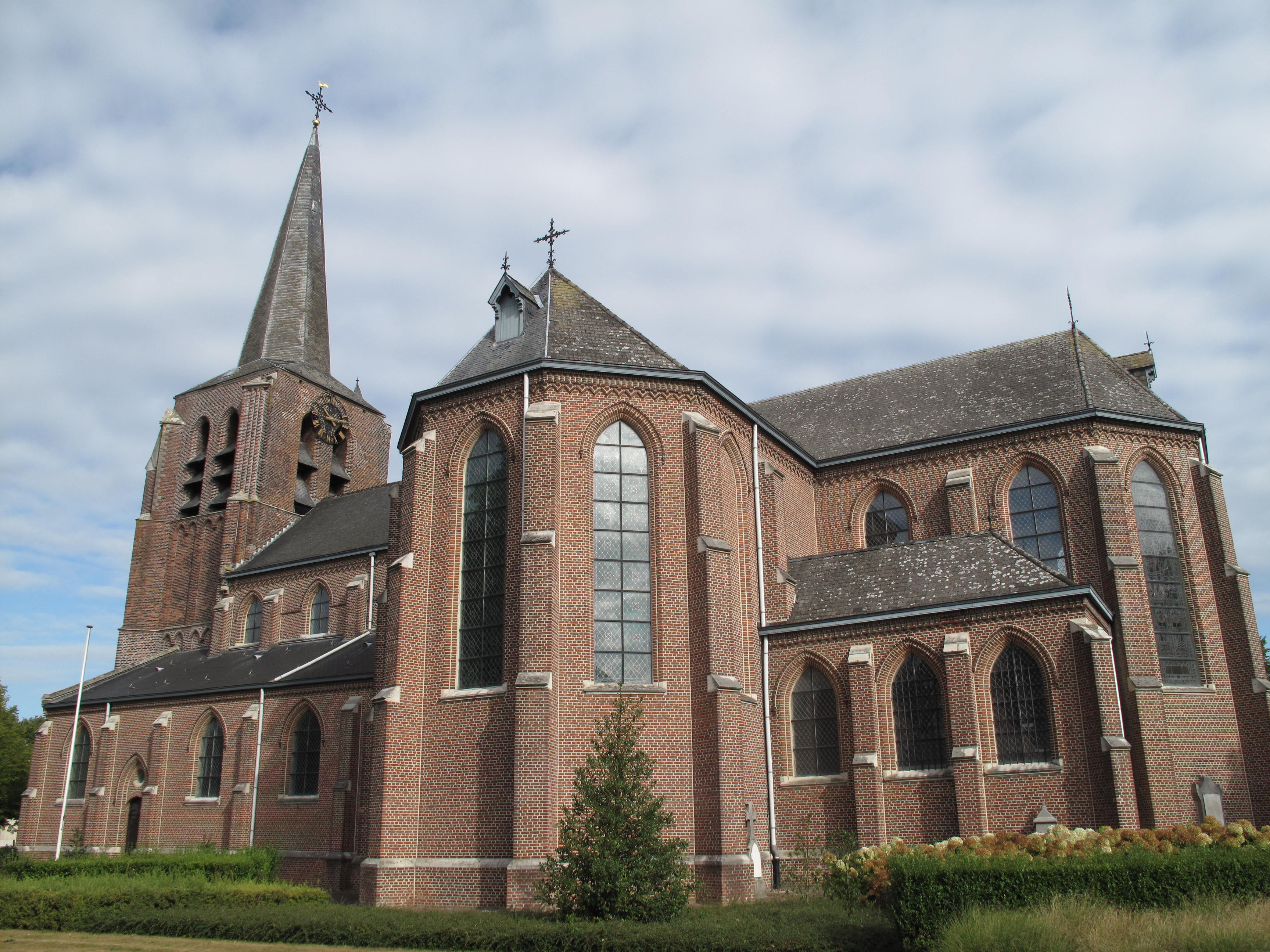
Oevel, Kirche
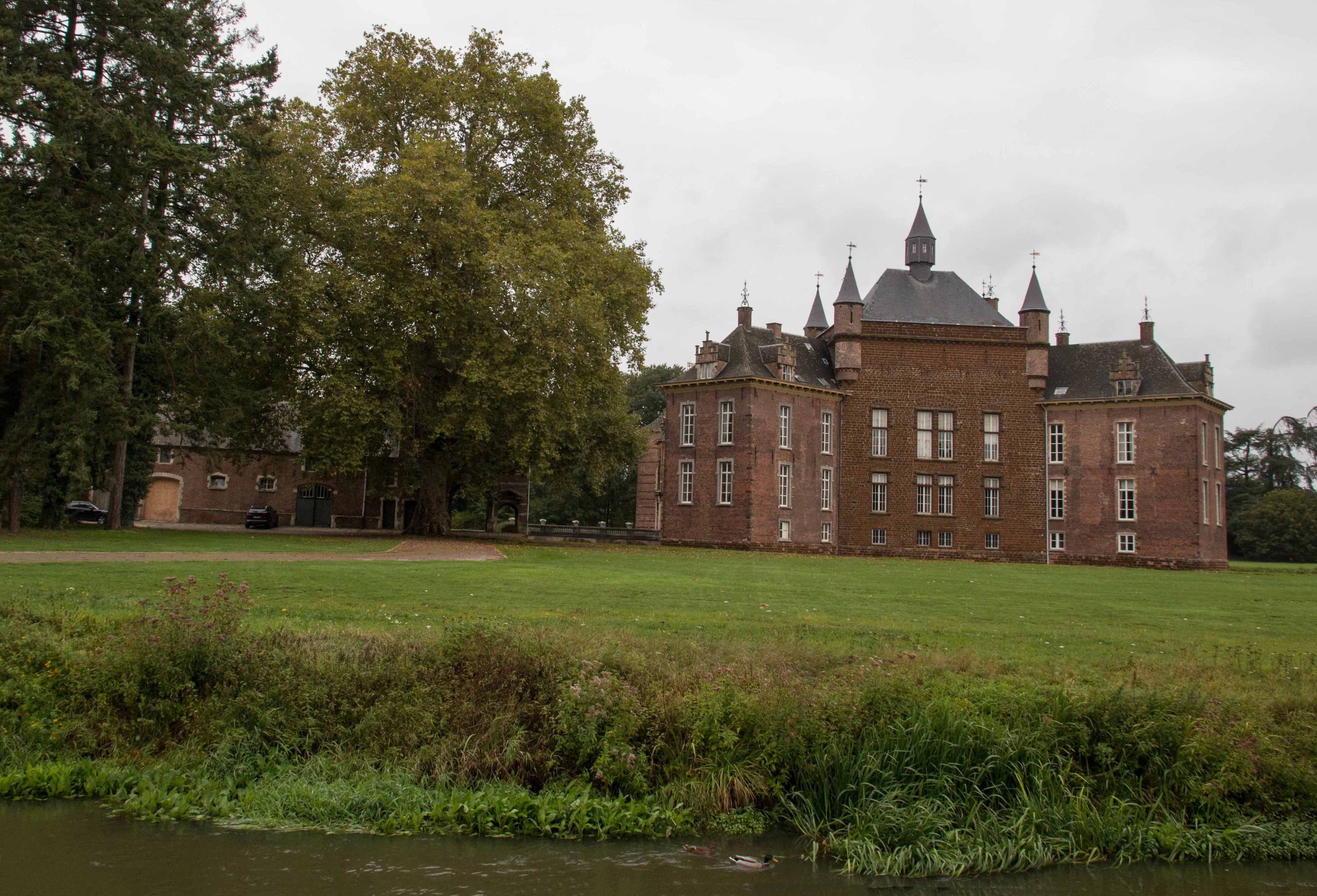
Kasteel de Merode

## Gemeindepartnerschaften
- Oirschot (Niederlande)
- Ottersweier (Deutschland)
- Westerlo (Vereinigte Staaten)

## Söhne und Töchter der Gemeinde
- Eugène Joseph Paul Marie Geuns (1908–1945), römisch-katholischer Geistlicher, NS-Opfer
- Ernest Sterckx (1922–1975), Radrennfahrer
- Jo Willems (* 1970), Kameramann
- Kobe Vleminckx (* 1998), Sprinter